# South Gigante Island
South Gigante Island est une île de la province de Iloilo aux Philippines.
Les Barangays de Lantañgan et de Gabi de la Municipalité de Carles se situe sur l'île.

## Géographie
Elle est située à une vingtaine de kilomètres à l'est de Panay et à quatre kilomètres au Sud de North Gigante Island.

## Biodiversité
La grenouille Platymantis insulatus est endémique de l'île et Gekko gigante n'est connu que de South et North Gigante Island.